# Antigua Winds
Pour les articles homonymes, voir Antigua.
 (décembre 2014).
Antigua Winds est un fabricant d'instruments à vent qui produit des saxophones, clarinettes, trompettes, trombones, flûtes ainsi que des accessoires. Fondée en 1991 par le musicien et professeur Fred Hoey, l'entreprise est implantée à San Antonio au Texas.
Les instruments Antigua sont aujourd'hui distribués dans plus de 60 pays.

## Saxophones
Antigua Winds débuta en produisant des saxophones. La gamme propose les modèles Antigua VOSI (pour les étudiants), Antigua et Antigua Pro (le haut de gamme pour les professionnels). Le musicien Peter Ponzol s'impliqua dans la conception de cette dernière série et plus particulièrement du saxophone Pro-One.

## Clarinettes
La nouvelle clarinette Antigua-Backun est le fruit de la collaboration avec Morrie Backun, le fondateur de l'entreprise Backun Musical Services. Produit en 2014, ce modèle est pensé pour offrir de bonnes performances à un prix très compétitif, visant ainsi les étudiants.